# Letališče Franjo Tuđman
Zagrebško letališče Franjo Tuđmano (hrvaško: Zračna luka Franjo Tuđman Zagreb) ali zagrebško letališče (hrvaško: Zračna luka Zagreb) (IATA: ZAG, ICAO: LDZA) je mednarodno letališče, ki je namenjeno za prihod in odhod komercialnih letal. Je največje in najbolj obremenjeno letališče na Hrvaškem. Leta 2019 je sprejelo 3,45 milijona potnikov in približno 13.000 ton tovora.
Letališče je dobilo ime po Franju Tuđmanu, prvem predsedniku Hrvaške, in se nahaja približno 10 km jugovzhodno od glavne zagrebške postaje v Veliki Gorici. Je središče hrvaškega letalskega prevoznika Croatia Airlines in središče letalske družbe Trade Air. V prostorih letališča je tudi glavno oporišče hrvaških letalskih sil. Poleg tega ima hrvaška kontrola zračnega prometa svojo upravo na ozemlju letališča.
Letališče je bilo podeljeno konzorciju ZAIC (Zagreb Airport International Company) v 30-letno koncesijo na podlagi pogodbe, ki jo je hrvaška vlada podpisala z omenjenim. Pogodba vključuje financiranje, načrtovanje in izgradnjo novega potniškega terminala, ki je bil odprt marca 2017. Za namene upravljanja letališča je ZAIC registriral družbo z imenom MZLZ d.d. (Mednarodna zračna luka Zagreb d.d.), ki je zdaj upravljavec letališča.